# Acroporium stellatum
Acroporium stellatum är en bladmossart som beskrevs av Brotherus 1925. Acroporium stellatum ingår i släktet Acroporium och familjen Sematophyllaceae. Inga underarter finns listade i Catalogue of Life.